# Torre Santa Susanna
Torre Santa Susanna là một đô thị (commune) thuộc tỉnh Brindisi trong vùng Puglia của Ý.